# Поселение Ягодинка II
 Поселение Ягодинка II — древнее поселение, расположенное около хутора Ягодинка Октябрьского района Ростовской области

## История
Эпоха поздней бронзы на Нижнем Дону представлена большим количеством архитектурных памятников. К одним из них относится поселение Ягодинка II.
Древнее поселение Ягодинка II расположено на высоком мысе правого берега реки Кадамовки недалеко от хутора Ягодинка Октябрьского района Ростовской области. Поселение, судя по археологическим находкам, обживалось неоднократно. В поселении жили люди во времена срубной культуры (эпоха поздней бронзы), распространённой в XVI—XII веках до н. э. в степной и лесостепной полосах Восточной Европы между Днепром и Уралом, потом здесь жили в поздесабатиновский период.
Археологические раскопки поселения Ягодинка II проводились в 2006 — 2007 годах. В результате, на территории поселения обнаружены два больших комплекса крупных сооружений, углубленных в землю. Строения были расположены в строгом порядке, что свидетельствует о его регулярной застройке. Несмотря на то, что в районе можно использовать для строения домов камни, строения в поселении Ягодинка II возводились в основном из древесины. Размеры помещений достигали площади в 630 м², фундаменты зданий были деревянными. Иногда несколько построек объединялись в одно помещение со связанными крытыми коридорами. При этом получалось большое помещение с одним входом площадью до 1700 м². При строительстве для зданий вырывались большие котлованы, что дает основание считать постройки полуземлянками.
Многие строения поселения сгорели во время пожара, о чем свидетельствуют найденные повсеместно следы от огня. К особенностям поселения относится небольшое количество найденных отходов.